# DJ Max Trilogy
DJ Max Trilogy (кор. 디제이맥스 트릴로지) — музыкальная игра с пятью разными режимами сложности, начиная от обычного четырёхкнопочного режима и заканчивая усложнённым восьмикнопочным. Смысл игры заключается в попадании по нотам в такт музыке. Каждое попадание, в зависимости от вашей точности, заполняет счётчик Fever, который при активации умножает получаемые очки в 2 раза на время своего действия. Если во время действия Fever заполнить счётчик ещё раз, то можно продлить действие и увеличить множитель на 1 (максимальный множитель — x5).
Для запуска игры необходим уникальный USB-ключ, который идёт в комплекте с игрой. На этом ключе содержатся все данные о вашем профиле и ваши сохранения. Использование данного ключа сводило шанс взлома игры к нулю, но, несмотря на это, игра была взломана в 2012 году.

## Особенности
- Песни из прошлых игр серии: DJ Max Trilogy включает в себя большую часть песен из предшествующих игр серии DJMAX, однако есть и эксклюзивные песни, написанные специально для Trilogy (например Memory of Wind и Streetlight). Всего в игре 127 песен.
- Бесплатные обновления игры, включающие песни из более новых игр серии, таких как DJ Max Technika 2 и DJ Max Portable Black Square.
- Фоновое видео совместимо с широкоформатными мониторами.
- Все фоновые видео сделаны в стиле DJ Max Portable и DJ Max Portable 2.
- Огромное количество контента: 1000 скинов для нот, 900 разблокируемых предметов, разнообразные миссии, более 120 песен.
- Сетевая игра: Играйте по Интернету с друзьями со всего мира.

## Обновления
Версия 1.24 включает в себя несколько новых песен:
- Fermion
- First Kiss
- I Want You
- Son of Sun
- Sweet Shining Shooting Star

Версия 1.28 включает в себя несколько новых песен:
- Remember
- Y
- Super Sonic

Она так же добавляет новую опцию, «Корректор нот», которая позволяет вам выбрать, что игра должна делать при нажатии не по той ноте.
- Если опция включена, игра автоматически корректирует нажатие неправильной ноты, однако Fever набирается сложнее.
- Если опция выключена, игра не корректирует нажатие неправильной ноты и засчитывает её, как промах (при промахе комбо сбивается и начинается сначала).

## Полезные ссылки
- Официальный сайт DJ Max Trilogy